# Victor Hochepied
Victor Hochepied (n. 29 octombrie 1883, Lille, Franța – d. 26 martie 1966, Lille, Franța) a fost un înotător francez, medaliat olimpic. A participat la o ediție a Jocurilor Olimpice (1900) în care a câștigat o medalie de argint.

## Participări
Lista de mai jos prezintă principalele competiții la care a participat Victor Hochepied de-a lungul carierei.
- natation aux Jeux olympiques d'été de 1900 – 200 mètres par équipes hommes[*]